# Młodzież Ustaszowska
Młodzież Ustaszowska (chor. Ustaška mladež) – chorwacka przymusowa organizacja młodzieżowa w strukturze ruchu ustaszy w Niepodległym Państwie Chorwackim (NDH) podczas II wojny światowej
Organizacja została utworzona 4 listopada 1941 r. decyzją poglavnika Ante Pavelicia. Stanowiła integralną część ruchu ustaszy. Skupiała chorwacką młodzież męską i żeńską w wieku od 7 do 21 lat. Dzieliła się na 3 struktury obejmujące dzieci od 7 do 11 lat (ustaška uzdanica), 11 do 15 lat (ustaške junake) i młodzież od 15 do 21 lat (ustaška starčevićeva mladež). Istniała ponadto organizacja studencka (sveučilišni ustaški stožer), w której udział był dobrowolny. W końcu czerwca 1943 r. organizacja liczyła ok. 580 tys. dzieci i młodzieży. Do jej zadań należało prowadzenie wstępnego szkolenia paramilitarnego, przygotowywującego do służby w Siłach Zbrojnych Ustaszy, religijnej i fizycznej edukacji, propagandy pro-ustaszowskiej. Dla dziewcząt były też prowadzone zajęcia z zajmow gospodarstwem domowym. Od 1 stycznia 1942 r. wydawano pismo pt. „Ustaška mladež”. Na czele organizacji stał komendant bezpośrednio podległy A. Paveliciowi; funkcję tę do maja 1944 r. pełnił prof. Ivan Oršanić. Miał on 2 zastępców (Zdenko Blažeković i Dolores Bracanović), którzy odpowiadali za męską i żeńską strukturę organizacji. W terenie (miastach i wsiach) istniały stožeri, logori i tabori, na czele których stali lokalni kierownicy. Istniała także szkoła dla przywódców młodzieżowych usytuwana w miejscowości Nova Gradiška oraz szkoły rolnicze w miejscowościach Petrinja i Križevci. Organizacja prawdopodobnie została rozwiązana w styczniu 1945 r.